# Jette Hansen
Jette Hansen (født d. 21. juli 1987) er en tidligere dansk håndboldspiller. Igennem hendes karriere optrådte hun for KIF Vejen/Vejen EH, Team Tvis Holstebro og Silkeborg-Voel KFUM.
Hun fik debut på det danske A-landshold i marts 2015 til et Golden League- stævne.